# Friedersdorf (Wüstung)
Friedersdorf ist der Name einer Wüstung bei Dammendorf, einem Ortsteil von Schwerz der Stadt Landsberg im Saalekreis in Sachsen-Anhalt. Die Ortschaft wird im Jahre 1370 erstmals urkundlich erwähnt und wurde zu Beginn des 16. Jahrhunderts aufgegeben. 

## Geschichte

### Namensvarianten und Namensherkunft
In Johann Christoph von Dreyhaupts Pagus Neletizi et Nudzici, einer Chronik des Saalkreises von 1749/1750, erscheinen die Namensformen Fredersdorff, Fredegisdorff und Fridersdorff. Der Heimatforscher Siegmar von Schultze-Galléra nennt in seinen Wanderungen durch den Saalkreis, erschienen 1921, die Namen Friedrichsdorf und Fredersdorf. Bei dem Historiker und Archivar Erich Neuß, Wüstungskunde des Saalkreises und der Stadt Halle von 1969, heißt die Ortschaft Friedersdorf und es werden alle Namensvarianten, die in Urkunden und Lehnbriefen erscheinen, chronologisch genannt.
Der Name wird auf ursprünglich Friedrichsdorf zurückgeführt, eine Gründung des Dorfes durch Friedrich. Nach Schultze-Galléra ist der Ortsname Fredersdorf bzw. Friedersdorf verderbt aus Friedrichsdorf. Er vermutet eine Gründung des Dorfes durch Friedrich I. von Brehna. Neuß übernimmt die Annahme in seiner Wüstungskunde des Saalkreises.

### Ortslage und Größe
Dreyhaupt nennt Friedersdorf eine wüste Dorfstätte und Feldmark bei Dammendorf (Tammendorff), die zum dortigen Rittergut gehört. Schultze-Galléra beschreibt die Lage des Dorfes 570 Schritte südlich von Dammendorf, in einer Senke des Strengbaches, eines Nebengewässers der Fuhne. Dort sollen sich die Kirche und der Friedhof des Ortes befunden haben. Er selbst berichtete in seinen Wanderungen durch den Saalkreis, dass er einer Frau begegnete, der dieser Ackerplan gehörte und die erzählte, dass beim Umpflügen oftmals menschliche Gebeine zutage kamen. Nach Neuß lag Friedersdorf 530 Schritte südlich von Dammendorf, an einer alten Sandgrube, die auch schon Schultze-Galléra nennt, am östlichen Ufer des Strengbaches. Auch er bezeichnet Friedersdorf nach Überlieferungen als ein Kirchdorf, mit Kirche und Friedhof nahe der Sandgrube, und bestätigt das Auffinden von Gebeinen.
Die genaue Größe der Ortschaft ist nicht bekannt. Nach Schultze-Galléra umfasste der Ort um 1370 etwa acht bis zehn Gehöfte. Bei Neuß betrug der Umfang mindestens acht Gehöfte einschließlich eines Sattelhofes. Er erwähnt, das die Flur in den Feldwannenbüchern der Historischen Kommission für die Provinz Sachsen und für Anhalt weder von Dammendorf und Gödewitz noch von Schwerz geführt wird. Dass aber die ungewöhnlich große Mark von Schwerz, sie umfasste 2038 Morgen Land, darauf schließen lässt, dass große Teile der Friedersdorfer Mark zu Schwerz gekommen sind. Die Dorfstelle von Friedersdorf selbst liegt demnach auf der Dammendorfer Flur.
In seinen Wanderungen durch den Saalkreis erwähnt Schultze-Galléra eine Sage, nach der die Bewohner von Friedersdorf ihr Wasser aus einem kleinen Quell, dem Christi-Börnchen, geschöpft haben. Dieser Quell und sein Abfluss in den Strengbach waren noch zu seiner Zeit durch eine Baumreihe sichtbar, die einige hundert Schritte von der alten Sandgrube entfernt in südwestlicher Richtung lag.

### Siedlungsgeschichte und Besitzverhältnisse
Nach Neuß war Friedersdorf eine deutsche Gründung zum Ende des 12. Jahrhunderts, die wahrscheinlich in der zweiten Hälfte des 15. Jahrhunderts oder später aufgegeben wurde. Die Gründe sind nicht bekannt. Die Einwohner siedelten nach Dammendorf um. Nach Schultze-Galléra erfolgte der Beginn der Verödung um 1500, wobei die letzten Bewohner die Besitzer des Sattelhofes waren. Die Flur wurde später vom Gut Dammendorf bewirtschaftet.
Zwischen 1370 und 1371 belehnt Albrecht von Sternberg als Erzbischof von Magdeburg Johannes von Hohenturm mit sieben Höfen und zweieinhalb Hufen in dem Dorfe Rederikestorpe, die Thilo Kröcher ihnen aufgelassen hat. Jener Thilo lässt im Juni 1371 dem Kuno (Cunoni) von Götewitz einen Hof in villa Frederikstorp auf, der zur Leibzucht seiner Gattin Margarete gehörte. Im Januar 1382 erhalten Johannes de Goswisch (Götewitz) und sein Vetter Thilo einen Hof in Friederichsdorpp von Ludwig von Meißen, Administrator des Erzbistums Magdeburg, als Lehen. Erzbischof Albrecht IV. von Querfurt belehnt im Juni 1383 Hans von Hohenturm mit unter anderem fünf Höfen und zweieinhalb Hufen zu Ffredingsdtorp mit allen Rechten. 1398 erhält Drews Krochger (Kröcher) zwei Hufen und einen Hof sowie eine Wiese und zwei Breiten in Fredingstorp als Nachfolger seines Vaters von Erzbischof Albrecht zu Lehen. Um 1400 belehnt er auch Johannes, Otto und Thilo von Götewitz mit dem Dorf Frederdtorff sowie mit zwei Hufen, die ihnen Johannes Hochen aufgelassen hatte.
Ab 1450 wurden die Herren von Dieskau Mitbesitzer der Ortschaft. In jenem Jahr erwarb Otto von Dieskau den freien Sattelhof zu Fredersdorff, der durch den Tod des letzten Besitzers Glorius Kayser an das Erzstift Magdeburg fiel. Erzbischof Johann von Pfalz-Simmern belehnt 1467 Otto von Dieskau zu Dammendorf unter anderem mit einem freien Sattelhof zu Fredegidtorff und im gleichen Jahr Barbara, die Ehefrau von Otto von Dieskau, mit dem halben freien Sattelhof und zwei freien Hufen zu Fredestorf zum Leibgedinge. 1477 erhält Otto von Dieskau zu Dammendorf von Erzbischof Ernst II. von Sachsen einen freien Sattelhof und vier freie Höfe zu Fredegestorf als Lehen.
Ein Jahr später belehnt Erzbischof Ernst Cone und Oswald von Gotewitz mit sieben Höfen mit allen Freiheiten, einer Hufe Lehngut sowie zwei Hufen Zinsgut mit allen Freiheiten zu Fredestorf. 1480 erhält Osanna, die Gattin von Cones von Gotewitz, sieben Höfe besetzt und wüst mit Zinsen und allen Freiheiten in Frederstorf von Erzbischof Ernst als Lehen. Mit dem Lehnbrief wird erstmals die Verwüstung des Ortes erwähnt, die wohl schon früher begann und schnell voranschritt. Er belehnt auch 1499 Christoph von Scheidingen mit einem freien Sattelhof und vier freien Höfen zu Fredegestorf, die er von Martin, Giselher und Christoph von Dieskau käuflich erworben hatte. 1506 wurde die Belehnung bestätigt. Erzbischof Albrecht von Brandenburg belehnt 1537 Christoph von Scheidingen auf Dammendorf mit einer freien Hufe und vier freien Höfen zu Friederstorf.
Nach Neuß Wüstungskunde des Saalkreises und der Stadt Halle war die ehemalige Dorfstätte um 1830 Ackerland und Wiese.